# 美観
| ウィキペディアには「美観」という見出しの百科事典記事はありません（タイトルに「美観」を含むページの一覧/「美観」で始まるページの一覧）。 代わりにウィクショナリーのページ「美観」が役に立つかもしれません。 |